# 부쿠레슈티 북역

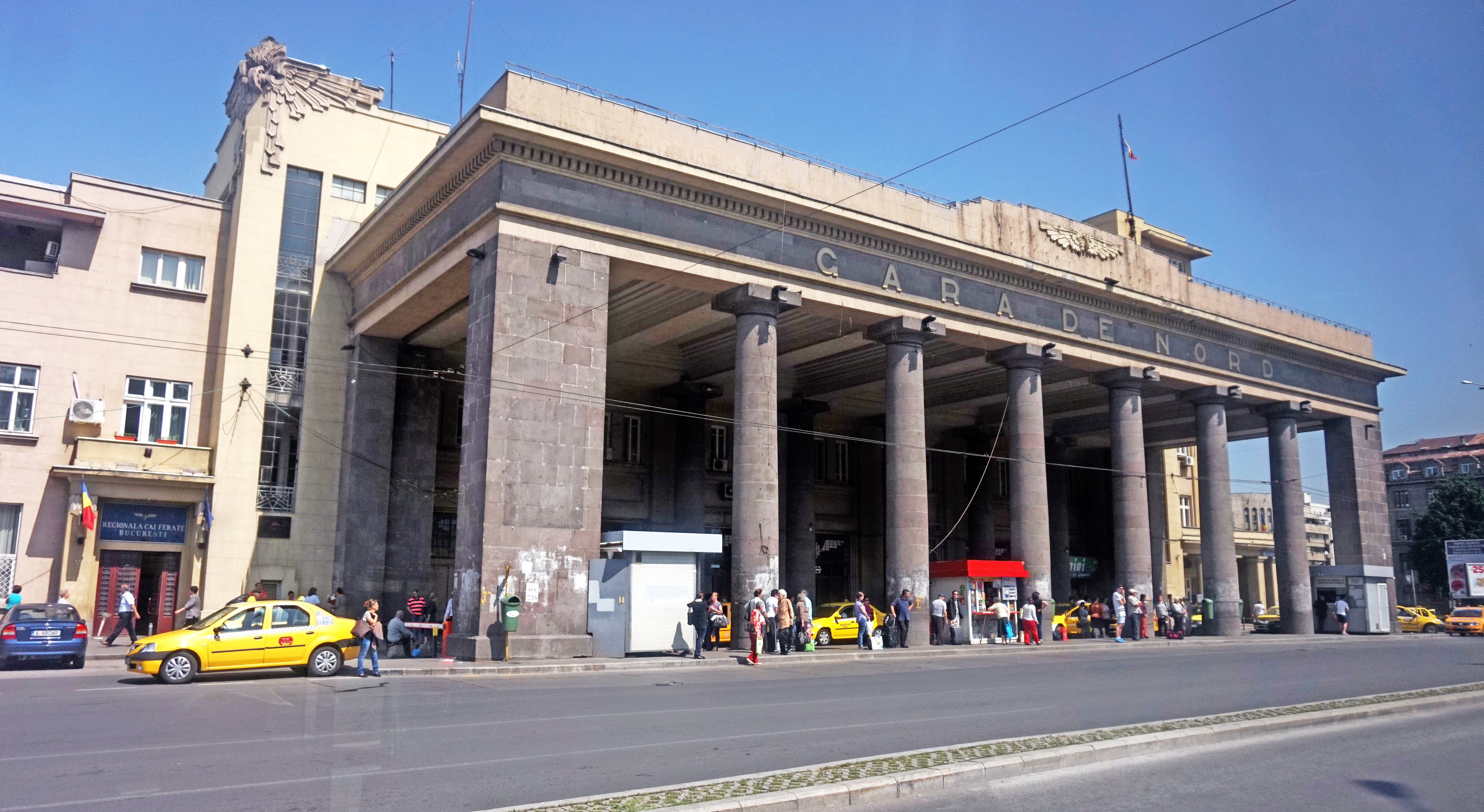
부쿠레슈티 북역

부쿠레슈티 북역(루마니아어: București Gara de Nord)은 루마니아 부쿠레슈티에 위치한 철도역이다. 부쿠레슈티 철도 교통의 중심이자, 가장 큰 철도역이다.

## 같이 보기
- 부쿠레슈티 지하철